# DeFacto (Onlineplattform)
DeFacto (abgekürzt DF) ist eine Schweizer Onlineplattform, die Beiträge der Politikwissenschaft zur öffentlichen Debatte publiziert. Sie wurde 2015 gegründet. Die Herausgeber sind Hochschuldozierende, die Autoren internationale Politikwissenschaftler. DeFacto grenzt sich damit von Onlinemagazinen ab, deren Autorenschaft überwiegend aus Journalisten besteht. Die Plattform wird von einem Editorial Board beraten, dem Vertreter aller Schweizer Institute für Politikwissenschaft sowie der angegliederten Forschungseinrichtungen angehören. Sein Ausschuss trägt die strategische Verantwortung für die Plattform. Die Redaktion besteht aus der Chefredaktorin und studentischen Hilfskräften mehrerer Trägerinstitutionen, zurzeit (Ende 2020) des Instituts für Politikwissenschaft der Universität Bern (IPW), des Hochschulinstituts für öffentliche Verwaltung (IDHEAP) und des Département de Science politique et relations internationales der Universität Genf. Die Finanzierung der Plattform erfolgt durch die Institute der Politikwissenschaft der Universitäten. Trägerin von DeFacto ist die Schweizerische Vereinigung für Politische Wissenschaft (SVPW/ASSP).

## Geschichte
DeFacto wurde 2015 von Sarah Bütikofer, Fabrizio Gilardi und Georg Lutz gegründet. Im Rahmen des Förderprogramms Agora unterstützte der Schweizerische Nationalfonds die Plattform für eine Startphase von zwei Jahren. Die Weiterführung von 2017 bis 2018 wurde vom Institut für Politikwissenschaft der Universität Zürich (IPZ), dem Institut für Politikwissenschaft der Universität Bern (IPW), dem Center for Comparative and International Studies (CIS), dem Departement Geistes‑, Sozial- und Staatswissenschaften der ETH Zürich und dem FORS – Schweizer Kompetenzzentrum Sozialwissenschaften der Universität Lausanne finanziert.
2019 kamen das Zentrum für Demokratie Aarau (ZDA) und das Hochschulinstitut für öffentliche Verwaltung (IDHEAP) dazu, seit 2020 beteiligen sich auch der Fachbereich Politikwissenschaft der Universität Basel, das Département de science politique et relations internationales der Universität Genf, das Institut d’études politiques der Universität Lausanne, das Institut für Politikwissenschaft der Universität Luzern und das Politikwissenschaftliche Departement der Universität St. Gallen an der Finanzierung der Plattform, seit 2021 auch die Universität Neuenburg. Anlässlich ihrer Jahresversammlung hat die Schweizerische Vereinigung für Politische Wissenschaft (SVPW/ASSP) im Februar 2020 beschlossen, die Trägerschaft für DeFacto zu übernehmen und sich ebenfalls an seiner Finanzierung zu beteiligen.

## Profil
DeFacto will Resultate der universitären Forschung sowie Expertenwissen aus der Politik- und verwandten Sozialwissenschaften einem interessierten Publikum näherbringen. Die Texte sollen kurz und verständlich geschrieben sein, aber gleichzeitig aufzeigen, welche Methodik ihnen zugrunde liegt und auf welche Theorien sie sich beziehen.
Es erscheinen Kurzfassungen von Publikationen, die in Fachzeitschriften publiziert wurden, Zusammenfassungen von Buchkapiteln und anderen Forschungsberichten sowie eigens für die Plattform verfasste Analysen und Kommentare, die von Wissenschaftlern im Zusammenhang mit aktuellen Ereignissen geschrieben werden. Fortgeschrittene Studierende erhalten ebenfalls die Möglichkeit, besondere Forschungsergebnisse vorzustellen. Die Beiträge erscheinen ausschliesslich in Deutsch, Französisch oder Italienisch.
Zum Zielpublikum gehören Medienschaffende sowie Personen aus Verwaltung und Politik wie auch andere Personen, die am politischen Geschehen interessiert sind.
Der Claim der Plattform ist «DeFacto belegt, was andere meinen» (französisch «DeFacto, plus que des opinions»).

## Autoren
Bekannte Autoren waren bisher u. a.:
- Nathalie Behnke
- Arthur Benz
- Hans-Georg Betz
- Sarah Bütikofer
- Markus Freitag
- Tina Freyburg
- Fabrizio Gilardi
- Andreas Glaser
- Lukas Golder
- Regula Hänggli
- Silja Häusermann
- Andreas Heinemann
- Marc Helbling
- Michael Hermann
- Romy Jaster
- Daniel Kübler
- Andreas Ladner
- Walter Leimgruber
- Claude Longchamp
- Georg Lutz
- Frank Marcinkowski
- Felix E. Müller
- Kurt Nuspliger
- Uwe Serdült
- Margrit Stamm
- Richard Traunmüller
- Adrian Vatter
- Stefanie Walter
- Béatrice Ziegler

## Redaktioneller Beirat
- Stefanie Bailer, Universität Basel
- Joachim Blatter, Universität Luzern
- Marc Bühlmann, Universität Bern
- Patrick Emmenegger, Universität St. Gallen
- Regula Hänggli, Universität Freiburg (Ausschussmitglied)
- Silja Häusermann, Universität Zürich
- Daniel Kübler, Zentrum für Demokratie Aarau (ZDA) und Universität Zürich (Ausschussmitglied)
- Andreas Ladner, Hochschulinstitut für öffentliche Verwaltung (IDHEAP), Universität Lausanne
- Lucas Leemann, Universität Zürich
- Georg Lutz, FORS – Schweizer Kompetenzzentrum Sozialwissenschaften und Universität Lausanne (Ausschussmitglied)
- Andrea Pilotti, Universität Lausanne
- Pascal Sciarini, Universität Genf
- Nenad Stojanovic, Universität Genf
- Adrian Vatter, Universität Bern (Ausschussmitglied)